# Gym Class Heroes
Gym Class Heroes é uma banda musical de hip-hop/rap rock dos Estados Unidos formada em 1997 na cidade de Geneva, Nova York.

## História
A banda é mais conhecida por seu quinto lugar no Top 100 da Billboard com o single "Cupid's Chokehold", do disco The Papercut Chronicles. Ao invés de usar samples convencionais e loops pregravados, os Gym Class Heroes usam instrumentos ao vivo, muito parecido com o que faziam os grupos Stetsasonic, The Roots e Crown City Rockers. O Gym Class Heroes também se diferencia das outras bandas de hip hop por misturar a melodia de rock com a letra de rap.

## Integrantes
A formação original veio em 1997 quando Travis "Schleprok" McCoy e o baterista Matt McGinley se tornaram amigos de colégio durante as aulas de educação física e se juntaram ao guitarrista Milo Bonacci e o baixista Ryan Geise.
Atualmente a banda é formada por Travie McCoy como vocalista, Disashi Lumumba-Kasongo como guitarrista, Eric Roberts como baixista e Matt McGinley como baterista.

## Começo
Eles começaram tocando em festas de aniversário, clubes e festivais que aos poucos os levaram a eventos muito maiores em todo o noroeste dos Estados Unidos, incluindo dois anos da Warped Tour que ocorreu entre 2003 e 2004, um famoso festival musical que acontece durante o verão norte-americano.

## Discografia
O Gym Class Heroes têm seis álbuns lançados. Os dois primeiros são raridades por terem sido gravados independentemente, o terceiro ainda pode ser encontrado para download, embora a versão em disco também seja rara. Os dois penúltimos são facilmente encontrados em lojas e para download. Foi lançado em 2008, o álbum The Quilt, que conta com participações de artistas como Estelle, Busta Rhymes, Lil' Wayne, entre outros.
O sucesso veio apenas após o terceiro disco, e o reconhecimento internacional veio com os singles: "Cupid's Chokehold" do álbum The Papercut Chronicles, "The Queen And I", "Shoot Down The Stars" e "Clothes Off", do quinto álbum.
Em 2011, o Gym Class Heroes lançou o sétimo álbum The Papercut Chronicles II, com o single chamado Stereo Hearts com participação de Adam Levine vocalista do Maroon 5.

### Álbuns
- Hed Candy (1999)
- Greasy Kid Stuff (2000)
- …For the Kids (2001)
- The Papercut Chronicles (2004)
- As Cruel as School Children (2007)
- The Quilt (2008)
- The Papercut Chronicles II (2011)

## Prêmios e indicações
| Ano  | Premiação               | Categoria         | Resultado |
| ---- | ----------------------- | ----------------- | --------- |
| 2007 | MTV Video Music Awards  | Melhor Grupo      | Indicados |
| 2007 | MTV Video Music Awards  | Artista Revelação | Premiados |
| 2007 | MTV Europe Music Awards | Ultimate Urban    | Indicados |